# Jaroslav Vlček
Jaroslav Vlček (Banská Bystrica, 22 gennaio 1860 – Praga, 21 gennaio 1930) è stato uno storico della letteratura cecoslovacco.

## Biografia
Era figlio di un professore di liceo ceco e di madre slovacca. Poco dopo la sua nascita la famiglia dei genitori si trasferì a Praga, dove Jaroslav frequentò le scuole. Dopo la morte del padre nel 1870 tornò con la madre a Banská Bystrica, dove sostenne l'esame di maturità nel 1878. Si iscrisse quindi alla facoltà di filosofia dell'Università Carolina di Praga, dove fu uno dei fondatori e il primo presidente del circolo studentesco Detvan. 
Nel 1882 ottenne il posto di docente in un liceo di Brno. Nel 1901 divenne membro della Regia società ceca delle scienze e nello stesso anno fu nominato professore di lingua ceca alla facoltà di filosofia dell'Università Carolina. Fu corrispondente di molte riviste, occupandosi soprattutto di critica letteraria e di storia della letteratura. La sua opera fu fortemente influenzata dal positivismo.
Fu sepolto al Cimitero nazionale di Martin.

## Opere
- Literatura na Slovensku, její vznik, rozvoj, význam a úspěchy ("Letteratura in Slovacchia: origine, sviluppo, importanza e successi", 1881)
- Přehled dějin literatury české ("Elementi di storia della letteratura ceca", 1885)
- Dejiny literatúry slovenskej ("Storia della letteratura slovacca", 1890)
- Dějiny české literatury ("Storia della letteratura ceca", 1892-1921)
- První novočeská škola básnická ("Primizie della scuola poetica neo-ceca", 1896)
- Pavel Josef Šafařík (1896).